# Archinemapogon interstitiella
Archinemapogon interstitiella är en fjärilsart som beskrevs av William George Dietz 1905. Archinemapogon interstitiella ingår i släktet Archinemapogon och familjen äkta malar. Inga underarter finns listade i Catalogue of Life.